# Charlotte Corday (opera)
Charlotte Corday è un'opera in tre atti di Lorenzo Ferrero su un libretto italiano di Giuseppe Di Leva, scritta su commissione del Teatro dell'Opera di Roma per i 200 anni della Rivoluzione francese commemorati nel 1989.
Il tema fondamentale di Charlotte Corday è l'azione terrorista individuale compiuta da qualcuno che crede di poter eliminare il male eliminando una persona, nella maggior parte dei casi quella sbagliata. Il lavoro descrive tre incontri che la simpatizzante Girondina Charlotte Corday ha con Jean-Paul Marat, figura leader della fazione radicale Giacobina, e i tre tentativi di assassinio, il terzo dei quali riuscito.

## Esecuzioni
La prima esecuzione con la regia di Mario Martone e la direzione di Roberto Abbado ha avuto luogo al Teatro dell'Opera di Roma il 21 febbraio 1989. L'opera ha avuto due successive nuove produzioni in Germania, una diretta da Istvan Dènes ed eseguita al Theater Bremen il 28 aprile 1990, e la seconda diretta da Jan Michael Horstmann, con dieci esecuzioni fra il 27 aprile e il 7 giugno 2013 al Mittelsächsisches Theater.

## Compagnia di canto della prima
| Personaggio                                                 | Registro vocale    | Compagnia della prima, 21 febbraio 1989 (Direttore: Roberto Abbado) |
| ----------------------------------------------------------- | ------------------ | ------------------------------------------------------------------- |
| Charlotte Corday                                            | soprano drammatico | Elena Mauti Nunziata                                                |
| Jean-Paul Marat                                             | basso              | Roberto Scandiuzzi                                                  |
| Gaston, guardia del corpo di Marat                          | baritono           | Antonio Salvadori                                                   |
| Camille, deputato Girondino                                 | tenore             | Claudio Di Segni                                                    |
| Una venditrice ambulante                                    | mezzosoprano       | Corinna Vozza                                                       |
| Un ubriaco                                                  | basso-baritono     | Angelo Nardinocchi                                                  |
| Catherine Evrard, governante di Marat                       | soprano            | Laura Musella                                                       |
| Popolo, commercianti, guardie, lavoratori, reduci, bambini. |                    |                                                                     |

## Trama
Luogo: Parigi
Tempo: 13 luglio 1793
Atto I
Charlotte Corday arriva a Parigi all'alba. In una piazza incontra Camille, amico d'infanzia, ora deputato alla Convenzione nazionale. Camille è deluso, sconfitto, e teme per la sua vita. Fra la folla c'è anche Gaston, che racconta a Charlotte di essere guardia del corpo e fedele amico di Marat. La loro conversazione è interrotta da un tumulto che scoppia presso una panetteria. Per gioco un gruppo di bambini mette in scena gli eventi della Rivoluzione. La piazza si svuota lentamente, tranne un bambino che è stato abbandonato, legato come un condannato, dai suoi compagni di giochi. Charlotte lo libera e lo consola, facendo anche coraggio a sé stessa, poi compra uno scialle e un coltello da una ambulante. Marat sopraggiunge circondato da una folla adulante, che al tempo stesso osserva la sua stanchezza e la sua cattiva salute. Charlotte attrae la sua attenzione per un momento, poi Marat prosegue verso la sala della Convenzione. Charlotte non ha saputo approfittare della situazione per ucciderlo. Marat, accolto dai deputati con un misto di ostilità e rispetto, parla all'assemblea.
Atto II
Sul Campo di Marte le decorazioni per la festa della presa della Bastiglia sono distrutte da un temporale. Vi si aggira un delirante e aggressivo ubriaco. Charlotte incontra Camille e lo trova più scoraggiato che mai. Camille ammette la sua profonda delusione politica; lei, al contrario, crede che un gesto eroico sia più necessario che mai. Vengono infastiditi dall'ubriaco, che accusa Camille di essere un traditore. Subito compare una pattuglia che arresta Camille. Charlotte si lancia in un attacco contro gli abusi della Rivoluzione. Giunge Gaston, che giustifica l'arresto, ma Marat libera Camille, dopo che Charlotte garantisce per lui. Gaston è stupito quanto lo stesso Marat dell'inaspettata clemenza, mentre Charlotte si chiede perché ha di nuovo mancato l'occasione di ucciderlo. Marat si sente di nuovo male e vuole essere portato a casa.
Atto III
Marat si trova nella vasca da bagno in cui cerca ristoro dalla sua malattia della pelle. Proprio lui che voleva curare il mondo è sconfitto dalla malattia. Charlotte bussa alla porta. La governante di Marat le chiede di tornare un'altra volta, ma lui chiede di lasciarla entrare. Rimangono soli. Charlotte gli sottopone una lista di nemici della Rivoluzione. Lui legge il proprio nome come primo della lista e ne chiede la ragione. Inizia una discussione sul potere, la solitudine, la verità e la morte, alla fine della quale Charlotte lo accoltella. Nel momento in cui la lama scende su di lui Marat comprende il significato dello sguardo di Charlotte, e muore senza neanche sapere il suo nome.

## Arie ed estratti significativi
L'Intermezzo sinfonico è stato adattato per esecuzione concertistica.